# XIX Conferenza del Partito Comunista dell'Unione Sovietica
La XIX Conferenza del Partito Comunista dell'Unione Sovietica (PCUS) si tenne a Mosca dal 28 giugno al 1º luglio 1988. 
Fu caratterizzata da un aperto scontro tra i sostenitori e i detrattori della perestrojka avviata dal Segretario generale del PCUS Michail Gorbačëv. Vide prevalere coloro che ritenevano indispensabile appoggiare l'attuazione delle riforme economiche proposte dal segretario e una riorganizzazione del sistema politico che prevedesse la separazione degli organi del partito da quelli dello stato, con trasferimento di maggior potere a questi ultimi.
Vide per la prima volta dagli anni venti i delegati entrare pubblicamente in aperto conflitto, come iniziava ad accadere in questo periodo anche durante le riunioni del Comitato centrale.

## Lavori
La decisione di indire una Conferenza del partito da dedicare in primo luogo alla riforma del sistema politico fu assunta dal Comitato centrale nel plenum del luglio 1987.
La Conferenza fu preceduta dalla pubblicazione di dieci tesi del Comitato centrale, il cui progetto fu redatto da Georgij Šachnazarov e Aleksandr Frolov e approvato dal Politburo. La relazione presentata dal Segretario generale Michail Gorbačëv sanciva la necessità di rendere l'URSS uno stato di diritto, di ridurre le competenze del partito e di assegnare le competenze statali esclusivamente ai Soviet. A differenza delle tesi, il documento del Segretario comprendeva la proposta di eleggere presidenti dei Soviet i primi segretari dei corrispondenti livelli del partito. Ciò fu giudicato negativamente da molti, che vi videro un'operazione per concentrare maggior potere nelle mani di Gorbačëv, e apertamente contestato da Abalkin, Vjalas, El'cin. Il punto fu comunque inserito nella risoluzione sulla democratizzazione della società sovietica approvata dal Congresso. La relazione di Gorbačëv fu contestata anche dai delegati conservatori, informalmente capeggiati da Egor Ligačëv, che tuttavia non riuscirono ad ottenere la maggioranza nell'assemblea.
Il Congresso approvò inoltre altri documenti sul potenziamento della perestrojka, sulla lotta al burocratismo, sulle relazioni interetniche, sulla riforma del diritto e sulla glasnost'. Quest'ultima, presentata da Aleksandr Nikolaevič Jakovlev, apriva la strada alla messa in discussione dell'ideologia del partito. Ottenne il consenso dell'assemblea anche una risoluzione avanzata da Gorbačëv finalizzata all'avvio di un percorso di riforma costituzionale per la riorganizzazione degli organi statali e all'indizione di nuovi elezioni. La Conferenza si concluse quindi con un successo dei riformatori, dal momento che legittimò l'idea della democratizzazione del sistema e aprì la strada alla sottrazione al PCUS del monopolio del potere politico. Anche sul piano economico, il processo di privatizzazione che si sarebbe da lì a poco trovò fondamento teorico nell'obiettivo, sancito dalla Conferenza, di dare efficacia al meccanismo di libera formazione ed espressione degli interessi e della volontà di tutte le classi e i gruppi sociali, e di realizzare tali interessi tramite la politica interna ed estera dello Stato.